# Ayva tatlısı
 (novembre 2015).
L'ayva tatlısı est un dessert turc à base de coing. Les coings sont cuits avec des clous de girofle, un sirop sucré ou de la marmelade de coing, et surmonté de kaymak. Il est servi par moitié avec l'intérieur légèrement creusé et est mangé à n'importe quelle température, surtout durant l'hiver.